# Фероваць
45°23′ пн. ш. 17°51′ сх. д. / 45.38° пн. ш. 17.85° сх. д.
Фероваць (хорв. Ferovac) — населений пункт у Хорватії, в Пожезько-Славонській жупанії у складі міста Кутєво.

## Населення
Населення за даними перепису 2011 року становило 103 осіб.
Динаміка чисельності населення поселення:

## Клімат
Середня річна температура становить 11,04 °C, середня максимальна – 25,48 °C, а середня мінімальна – -6,11 °C. Середня річна кількість опадів – 785 мм.
| Клімат поселення                              | Клімат поселення | Клімат поселення | Клімат поселення | Клімат поселення | Клімат поселення | Клімат поселення | Клімат поселення | Клімат поселення | Клімат поселення | Клімат поселення | Клімат поселення | Клімат поселення | Клімат поселення |
| Показник                                      | Січ.             | Лют.             | Бер.             | Квіт.            | Трав.            | Черв.            | Лип.             | Серп.            | Вер.             | Жовт.            | Лист.            | Груд.            |                  |
| Середній максимум, °C                         | 5,80             | 8,14             | 12,73            | 17,20            | 22,27            | 25,48            | 25,28            | 24,58            | 20,46            | 15,25            | 9,47             | 5,45             |                  |
| Середня температура, °C                       | −0,17            | 2,20             | 6,77             | 11,23            | 16,33            | 19,52            | 21,29            | 20,60            | 16,50            | 11,26            | 5,50             | 1,50             |                  |
| Середній мінімум, °C                          | −6,11            | −3,77            | 0,80             | 5,28             | 10,36            | 13,58            | 17,31            | 16,64            | 12,51            | 7,30             | 1,51             | −2,5             |                  |
| Норма опадів, мм                              | 49               | 48               | 48               | 59               | 75               | 97               | 70               | 68               | 58               | 71               | 79               | 63               |                  |
| Середньомісячна швидкість вітру, м/с          | 1.94             | 2.20             | 2.50             | 2.40             | 2.18             | 2.00             | 1.94             | 1.80             | 1.79             | 1.80             | 1.90             | 2.00             |                  |
| Середньомісячна сонячна радіація, кДж/м²·день | 4270             | 6964             | 10857            | 15312            | 19132            | 21310            | 22146            | 20211            | 14872            | 9189             | 4826             | 3572             |                  |
| --------------------------------------------- | ---------------- | ---------------- | ---------------- | ---------------- | ---------------- | ---------------- | ---------------- | ---------------- | ---------------- | ---------------- | ---------------- | ---------------- | ---------------- |
| Джерело:                                      |                  |                  |                  |                  |                  |                  |                  |                  |                  |                  |                  |                  |                  |